# Kathryn Ann Lunda
Kathryn Ann "Kay" Lunda-Vandevrede (* 28. April 1957 in Madison, Wisconsin) ist eine ehemalige US-amerikanische Eisschnellläuferin.
Lunda trat während ihrer aktiven Laufband für den Madison Speed Skating Club aus ihrer Heimatstadt an. Im Alter von zwölf Jahren konnte sie bereits einen US-Freiluft-Meistertitel im Mehrkampf ihrer Altersklasse gewinnen. Ein Jahr später erreichte sie in der gleichen Disziplin bei den Jugendlichen in der Halle den ersten Platz und unter freiem Himmel den zweiten. 1971 gewann sie auch draußen den US-Meistertitel.
1972 nahm Lunda an den Olympischen Winterspielen in Sapporo, Japan teil und belegte über 500 m den siebten Rang. Das Jahr darauf trat sie bei den Juniorenweltmeisterschaften im niederländischen Assen an. Im Mini-Vierkampf über 500, 1000, 1500 und 3000 Meter konnte sie die Bronzemedaille erringen, über die Einzelstrecken 500 und 1000 m erreichte sie die Silbermedaille. Bei den im gleichen Jahr in Oslo, Norwegen stattfindenden Sprintweltmeisterschaften belegte sie am Ende Rang zehn.
Lunde legte anschließend eine mehrjährige Pause ein und kehrte 1982 nochmals in den Weltcup zurück, konnte allerdings keine vorderen Platzierungen mehr erzielen.
Lunda hat eine Zwillingsschwester, Kathy Lunda, welche ebenfalls im Eisschnelllauf antrat.

## Persönliche Bestzeiten
| Strecke | Zeit        | Datum            | Ort    |
| ------- | ----------- | ---------------- | ------ |
| 500 m   | 44,20 s     | 23. Januar 1982  | Davos  |
| 1000 m  | 1:31,27 min | 4. Dezember 1982 | Berlin |
| 1500 m  | 2:25,85 min | 4. Dezember 1982 | Berlin |
| 3000 m  | 5:11,54 min | 4. Dezember 1982 | Berlin |